# Llista de les banderes d'Espanya
Aquest article és un recull de les banderes que s'han utilitzat històricament com a banderes d'Espanya o dels seus exèrcits i armades. Alhora s'hi representen altres banderes actuals de l'Estat Espanyol. Per a més informació sobre l'actual bandera nacional espanyola, visiteu l'article Bandera d'Espanya.

## Banderes espanyoles històriques
| Bandera                                   | Data                                | Ús                                                                                               | Descripció                                                           |
| ----------------------------------------- | ----------------------------------- | ------------------------------------------------------------------------------------------------ | -------------------------------------------------------------------- |
| Creu de Borgonya                          | 1506-1701 eventualment fins al 1785 | Creu de Borgonya, bandera militar, també utilitzada com a bandera a altres territoris espanyols. | Dos sautors vermells imiten la forma d'una creu sobre un fons blanc. |
| Bases navals i defenses costaneres        | 1701-1785                           | Bandera utilitzada en les bases navals i defenses costaneres.                                    |                                                                      |
| Regne d'Espanya                           | 1701-1785                           | Insígnia naval                                                                                   |                                                                      |
| Regne d'Espanya                           | 1701-1748                           | Protocol de la Insígnia Naval                                                                    |                                                                      |
| Regne d'Espanya                           | 1748-1785                           | Protocol de la Insígnia Naval                                                                    |                                                                      |
| Bandera del Transport marítim             | 1785-1927                           | Bandera del Transport marítim                                                                    |                                                                      |
| Imperi espanyol                           |                                     | Insígnia de Guerra (1785-1843). Bandera estatal (1843-1873 i 1874-1931)                          |                                                                      |
| Primera República Espanyola               | 1873-1874                           | Bandera Espanyola en el període de la Primera República Espanyola.                               |                                                                      |
| Segona República Espanyola                | 1931-1939                           | Bandera Espanyola en el període de la Segona República Espanyola.                                |                                                                      |
| Espanya                                   | 1939-1977                           | Bandera Espanyola en el període de la dictadura del general Francisco Franco.                    |                                                                      |
| Bandera Espanyola en el període 1977-1981 | 1977-1981                           | Bandera Espanyola en el període 1977-1981                                                        |                                                                      |

## Bandera Nacional Espanyola
| Bandera                     | Data            | Ús | Descripció |
| --------------------------- | --------------- | --- | --- |
| Bandera de l'estat espanyol | 1981-           | Bandera Nacional Espanyola, bandera d'Estat, insígnia de l'Estat, insígnia civil i insígnia de guerra. | La bandera d'Espanya consisteix en tres ratlles horitzontals: vermell, groc i vermell, la ratlla groga és el doble d'ample que cadascuna de les ratlles vermelles. Té els seus orígens en la bandera d'Aragó. |
| Variant sense escut         | 1843-1931 1939- | Bandera Nacional Espanyola (Variant sense escut utilitzada en actes civils o socialment)               | Bandera Nacional Espanyola sense l'escut d'Espanya. |
| Bandera naval espanyola     | 1945-           | Bandera naval espanyola                                                                                | |

## Estendard Reial
| Bandera                             | Data  | Ús                                  | Descripció                                                               |
| ----------------------------------- | ----- | ----------------------------------- | ------------------------------------------------------------------------ |
| Estendard del Rei d'Espanya         | 2014- | Estendard del Rei d'Espanya         | Un fons blau fort amb l'Escut d'armes del Rei d'Espanya en el centre.    |
| Estendard de la Princesa d'Astúries | 2015- | Estendard de la Princesa d'Astúries | Un fons blau amb l'Escut d'armes de la Princesa d'Astúries en el centre. |